# Kunoichi.TV
『Kunoichi.TV』（クノイチ・ドットティーヴィー）は、女性アイドルを中心としたインターネット放送及びWEBサイトのコンテンツ名であり、テレビ北海道にて放送されていた深夜バラエティ番組のタイトルでもある。
本項では2007年1月1日から2008年9月25日にかけてのkunoichi.tvの軌跡、そして放送されていたテレビ版について記述する。

## スタート当初
- 放送時間：Webサイトのみ
- 放送期間：2007年1月1日 - 2007年9月30日

### 出演者
- 一戸恵梨子
- 藤原郁美
- 長谷川桃
- 西内裕美
- 花木衣世
- 南一葉
- 縄野麻美

### 概要・エピソード
- ネットのみの動画アップでKunoichi.TVは、元旦に誕生した。

役者を目指すためにスタートしたこのシステムは、様々なことを体験しながらタレントとしてのスキルもアップしていこうという目的の中で始まり、YouTubeなど動画サイトに上がってくる動画も体験もの挑戦系が多い。
- 番組放送前にメンバーの整理があり、一戸恵梨子（当時 高田恵梨子）と藤原郁美、南一葉、花木衣世が外れた。
- その後、オーディションを経て第一シーズンへと続く。

## テレビ放送開始
- 放送時間：金曜深夜（土曜未明）1：45～2：00
- 放送期間：2007年10月5日 - 2008年3月28日

### 出演者
- 安藤あいか
- 伊東りな
- 大山美佳
- かどのまいこ
- 木下愛華
- 後藤静香
- 渋谷実由生
- 西内裕美
- 野村菜摘
- 長谷川桃
- 南まりか
- 吉野ももみ

### 概要・エピソード
- 『やりすぎコージー』後の15分間の枠で放送されていた。制作局のテレビ北海道としてはかつて放送されていた『パワーギャング』以来となる本格的アイドル番組となったが、グラビアアイドルの最新DVD紹介コーナーもあるなど、バラエティに富んだ構成。
- 初回はサンズエンタテインメント社長の野田義治とメンバーが個別で面談する企画からスタート。その中で「最近ダンスの練習に行っていない」と語った長谷川桃に対し、「キレが悪くなるしなまる。パターンが同じ。」と忠告。さらに「演歌を歌いたい」と言った吉野ももみには「演歌というのは特別に上手じゃなきゃダメなの。」と逆に言い返された。尚、第4回放送（2007年10月26日）では野田社長と座談会を開催。吉野と南まりかが「とうふ」としてコントを披露するなど、賑やかに語り合った中、長谷川は収録終了ギリギリのところで「野田ちゃんでした～！」と言って座談会を締めくくった。
- メンバーの渋谷実由生は北海道羽幌町の出身だが、北海道での新聞の番組紹介記事では「渋谷ら女優の卵の奮闘を追う」と渋谷の写真付きで紹介されていた。
- 番組では選抜メンバー8人が、2007年9月29日に開催された『新宿放送局』主催のスターコンテストでダンスを披露。そのVTRを電撃チョモランマ隊と共に鑑賞したが、「（ダンスの）構成が中だるみしている」「見せ場がない」「（ダンスに）腰が入っていない」と逆にダメ出しされてしまった。それらを教訓に電撃チョモランマ隊とメンバーが番組内でダンス・コラボレーションを行った。
- 「泣きの演技力対決」（2007年11月30日放送）では、西内裕美が哲学的な泣き顔で見事優勝。負けた他のメンバーは玉ねぎを丸かじりする罰ゲームを受けた。
- 2008年1月4日放送では「綺麗になろう！2008年お正月スペシャル」と題し30分の拡大版で放送。西内、渋谷、後藤、野村は北海道で温泉やグルメを堪能した。
- 2008年2月16日～17日には番組初のイベント『今までありがとう、これからもよろしくね』を新宿で開催。そのイベント終了後、演出の中村雅一からメンバーに対し、「Kunoichi.TVを解散します。」との通告がなされた。これによりプロジェクト本来の目的であった『女優への道』を具体化させるため、番組は新たなスタートを切ることとなった。

## 放送時間拡大
- 放送時間：木曜深夜（金曜未明）1：30 - 2：00
- 放送期間：2008年4月10日 - 9月25日

### 出演者
- 朝比奈茉央
- 大山美佳
- 西内裕美
- 野村菜摘
- 南まりか

### 概要・エピソード
- 前期のメンバーから南、西内、大山、野村が残留。新たに朝比奈茉央が加入し5人で再スタート。番組内容を『女優を目指す卵たちが奮闘するドキュメントバラエティ』としてリニューアル。ナレーターは堀江一眞が担当した。
- 初回は既存メンバー4人のもとに朝比奈が到着したところからスタート。その後メンバー5人でそれぞれの目標を立てたが、野村は「音楽をやりたい」と提案。これをきっかけにアーティストの東野純直を迎えて音楽の特訓を行った。これにより東野はメンバーのために楽曲を提供するという約束を受けたが、現時点で実現には至っていない。そもそも「女優を目指す」という目標と音楽、バンドとの関連付けができてないと批判を浴びる。
- その後、5人を基礎から鍛えなおそうと、演出家の坪田塁を迎えて演技指導を本格的に開始。『女優力』向上のため、「だるまさんがころんだ」「会話しりとり」などのゲームや「エチュード」などの即興劇等の課題を相次いでこなした。
- ある日坪田が突如として行方不明になり（ということになっているが実際は不明）、残ったメンバーは「シアターゲーム」「名前をつけてやるゲーム」などユニークな課題に挑んだ。その後坪田が帰宅。行方不明になった理由については一切明かされなかったが、集中力ゲームを行った末、メンバー5人に惨敗した坪田はセンブリ茶を飲まされるという皮肉な天罰を受けてしまった。
- 女優を目指し奮闘するメンバーのもとを、南の事務所の大先輩でもある山田まりやが訪問。演出家の坪田塁を「坪田くん」と呼び合っていたが、実は坪田と山田とは10年ほど前からの付き合いでもあった。その後山田は芸能界での様々なエピソードを語り、メンバーを激励した。
- 放送期間中の2008年夏に新メンバーの募集を行い、9月4日～25日の放送で新メンバー12人をお披露目したが、番組自体は2008年9月25日の放送をもって地上波でのレギュラー放送を終了した。その後、2009年1月付でテレビ北海道が番組関与から撤退したことにより、現時点で地上波での放送再開の予定はない。

## スタッフ
- 構成：坪田塁
- 音響効果：河手康良
- 編集：植田純平
- 整音：服部大介
- 総合演出：中村雅一
- プロデューサー：山谷哲夫（テレビ北海道）、森寛世
- 制作協力：makes
- 製作著作：テレビ北海道

## 補足
- 番組にレギュラー出演していた南まりかと朝比奈茉央は、同じ中村雅一が演出する『今夜もドル箱』（テレビ東京系）のレギュラーを経験している（但し朝比奈は途中降板）。